# Џонстаун (Пенсилванија)
Џонстаун (енгл. Johnstown) град је у америчкој савезној држави Пенсилванија. По попису становништва из 2010. у њему је живело 20.978 становника.

## Демографија
Према попису становништва из 2010. у граду је живело 20.978 становника, што је 2.928 (12,2%) становника мање него 2000. године.
| Група             | 2000.          | 2010.          |
| Белци             | 20.417 (85,4%) | 16.446 (78,4%) |
| Афроамериканци    | 2.561 (10,7%)  | 3.068 (14,6%)  |
| Азијати           | 68 (0,3%)      | 51 (0,2%)      |
| Хиспаноамериканци | 380 (1,6%)     | 644 (3,1%)     |
| Укупно            | 23.906         | 20.978         |